# Observatoř Very C. Rubinové
Observatoř Very C. Rubinové (anglicky Vera C. Rubin Observatory), dříve Large Synoptic Survey Telescope (LSST, česky Velký dalekohled pro synoptickou přehlídku) je největší dalekohled na světě schopný pořídit celooblohovou přehlídku. Má hlavní zrcadlo o průměru 8,4 m. Oficiálně byl zprovozněn 23. června 2025.
Observatoř je společným projektem Národní vědecké nadace a Ministerstva energetiky USA, byla pojmenována po americké astronomce Vere Rubinové.
Na projektu se podílí i čeští vědci a inženýři: softwarový inženýr Petr Kubánek programuje systém řízení sestavy zrcadel; vědečtí pracovníci z Fyzikálního ústavu AV ČR spolupracovali na testování čipů pro kameru dalekohledu a zapojí se do výzkumu s využitím nových dat z dalekohledu.

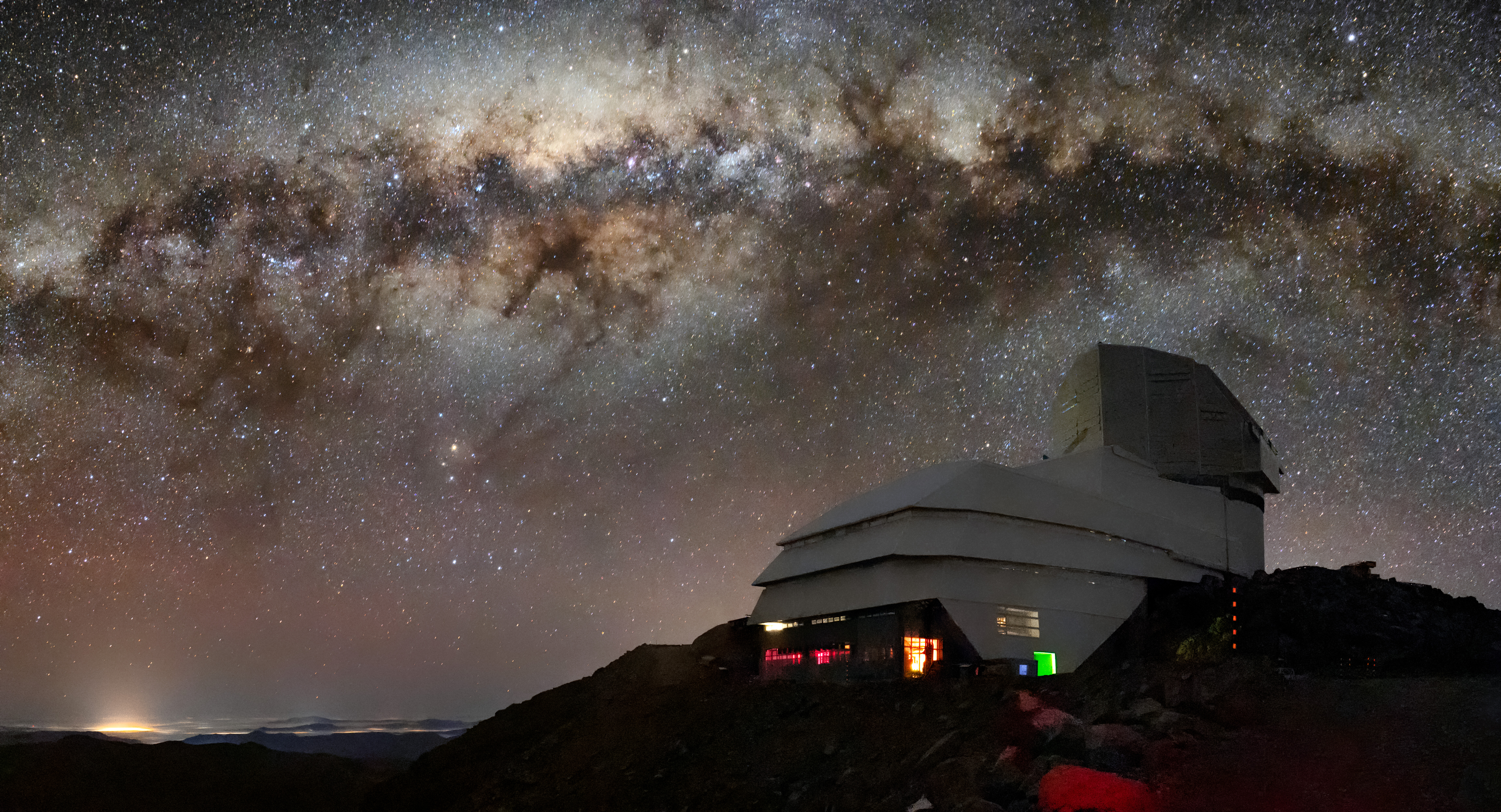
Observatoř Very Rubin a Mléčná dráha

## Observatoř a dalekohled
Observatoř Very Rubinové stojí v lokalitě Cerro Pachón na hoře El Peñón v Chile, nedaleko od dalších mezinárodních observatoří Gemini South a SOAR, a zhruba 100 km od města La Serena. V samotném městě La Serena se nachází Base Site, tedy základna a hlavní datové centrum. Hlavní archiv observatoře se nachází v centru SLAC v Kalifornii a další datová centra jsou ve Francii a Spojeném království.
Středobodem observatoře je Simonyiho přehlídkový dalekohled (Simonyi Survey Telescope, pojmenovaný po mecenáši Charlesu Simonyim a jeho manželce) s průměrem hlavního zrcadla 8.4 m, sekundárního zrcadla 3.5 m a terciárního zrcadla 5.0 m. Unikátem tohoto dalekohledu je, že primární a terciární zrcadlo jsou zkombinované do jedné plochy. Váha tohoto hlavního kombinovaného zrcadla je téměř 16 800 kg a celý dalekohled (včetně kamery) váží asi 350 tun.

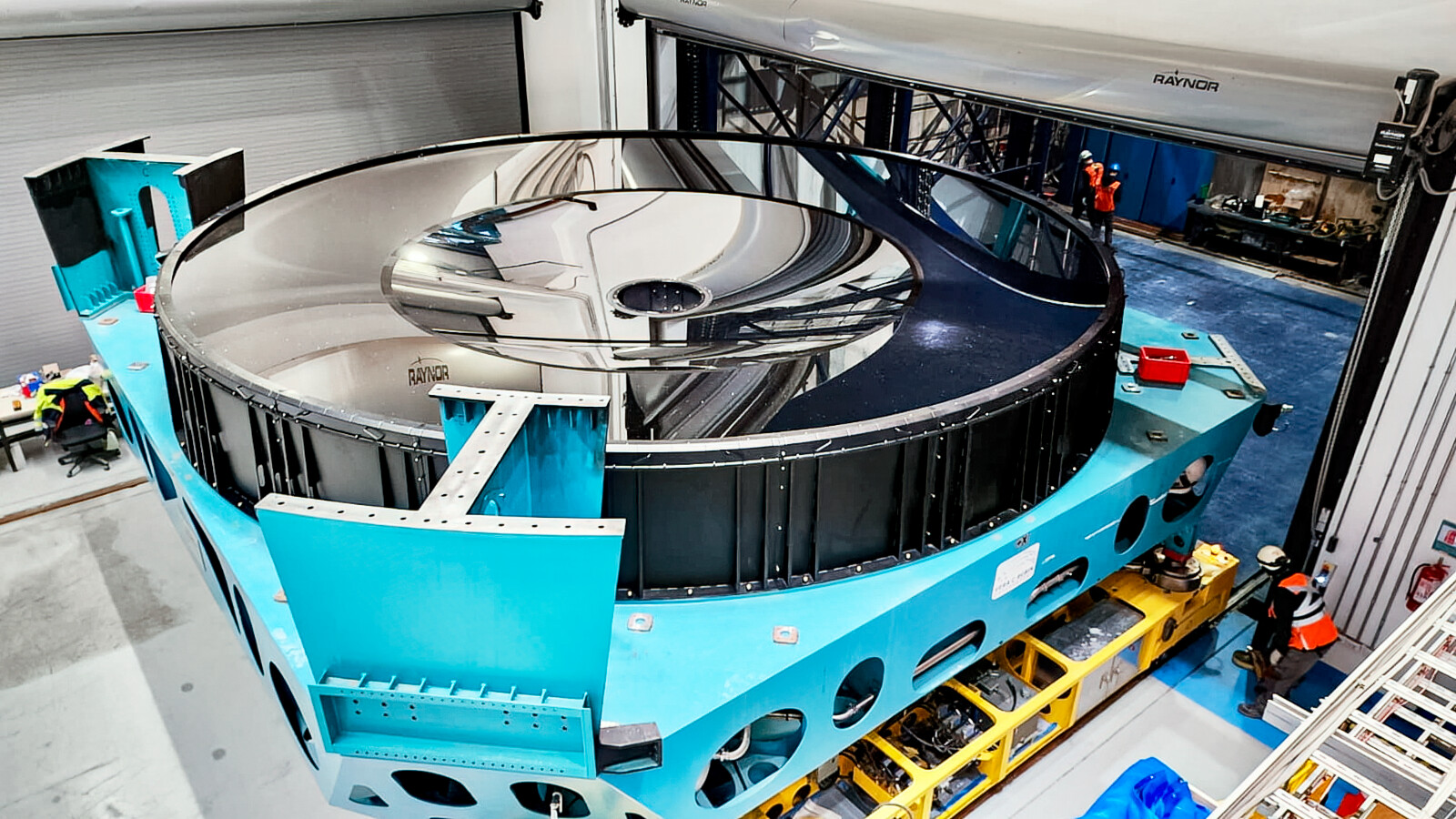
Zrcadlo před instalací do dalekohledu. Na snímku je dobře viditelná kombinace většího primárního a menšího terciárního zrcadla (zakřivenější část uprostřed).

Kopule dalekohledu má výšku 27 metrů a průměr 30 metrů. V budově dalekohledu se dále nachází zařízení pro pokovení zrcadel (obnova povrchu je očekávána jednou za dva roky u primárního/terciárního zrcadla a jednou za 5 let u sekundárního), čistá laboratoř pro údržbu kamery, speciální výtah s nosností 85.5 tuny pro dopravu zrcadel, datové centrum a další podpůrné vybavení.
Dalekohled je schopen zachytit prostřednictvím CCD kamery obraz oblohy se šířkou zorného pole 3.5°, tedy o ploše 10 čtverečních stupňů. Pro představu, do této plochy se 45× vejde Měsíc v úplňku. Pořízení jednoho snímku má trvat 15 sekund a za dalších 5 sekund budou kamera i dalekohled připraveny na další snímek. Snímků za noc vytvoří zhruba 1000 a observatoř tak vytvoří kompletní přehlídku noční oblohy během 3 nocí. Oficiální název přehlídky je Legacy Survey of Space and Time, což svou zkratkou LSST odkazuje na původní název observatoře. V průběhu svého fungování pořídí záběr každé dostupné části oblohy až 825×. Vzhledem k umístění dalekohledu na jižní polokouli bude hlavním cílem jižní obloha, rozsah dalekohledu je od -72° po + 12° deklinace.
Observatoř během jediného dne vyprodukuje okolo 20 TB dat, což je asi 100× více, než dosavadní největší přehlídkový dalekohled VISTA. Objemnost a kvalita dat zároveň vyžaduje inovativní přístup k jejich vyhodnocování a uskladnění, přičemž řešení tohoto problému nebylo jednoduché. Za desetileté trvání přehlídky tak vyprodukované snímky zaberou 60 PB. Finální databáze snímků bude mít zhruba 500 PB a 15 PB katalog popisující 40 miliard jednotlivých hvězd a objektů. Observatoř zároveň každou minutu vydá až 20 000 upozornění k novým jevům na noční obloze, které budou vycházet téměř v reálném čase s latencí 60 s. Lokalita v Cerro Pachón je se základnou v La Sereně propojena 100 Gbps připojením a stejně výkonné připojení vede z La Sereny do hlavního archivu v Kalifornii.  

### Uvedení do provozu
První zkušební snímek (první světlo) byl pořízen v dubnu 2025. Oficiální uvedení do provozu proběhlo 23. června 2025 a bylo k němu uspořádáno přes 300 akcí po celém světě, včetně ČR.

Jeden z prvních zveřejněných snímků. Obrázek mlhovin Trifid a Laguna kombinuje 678 samostatných snímků pořízených za něco málo přes sedm hodin pozorování.
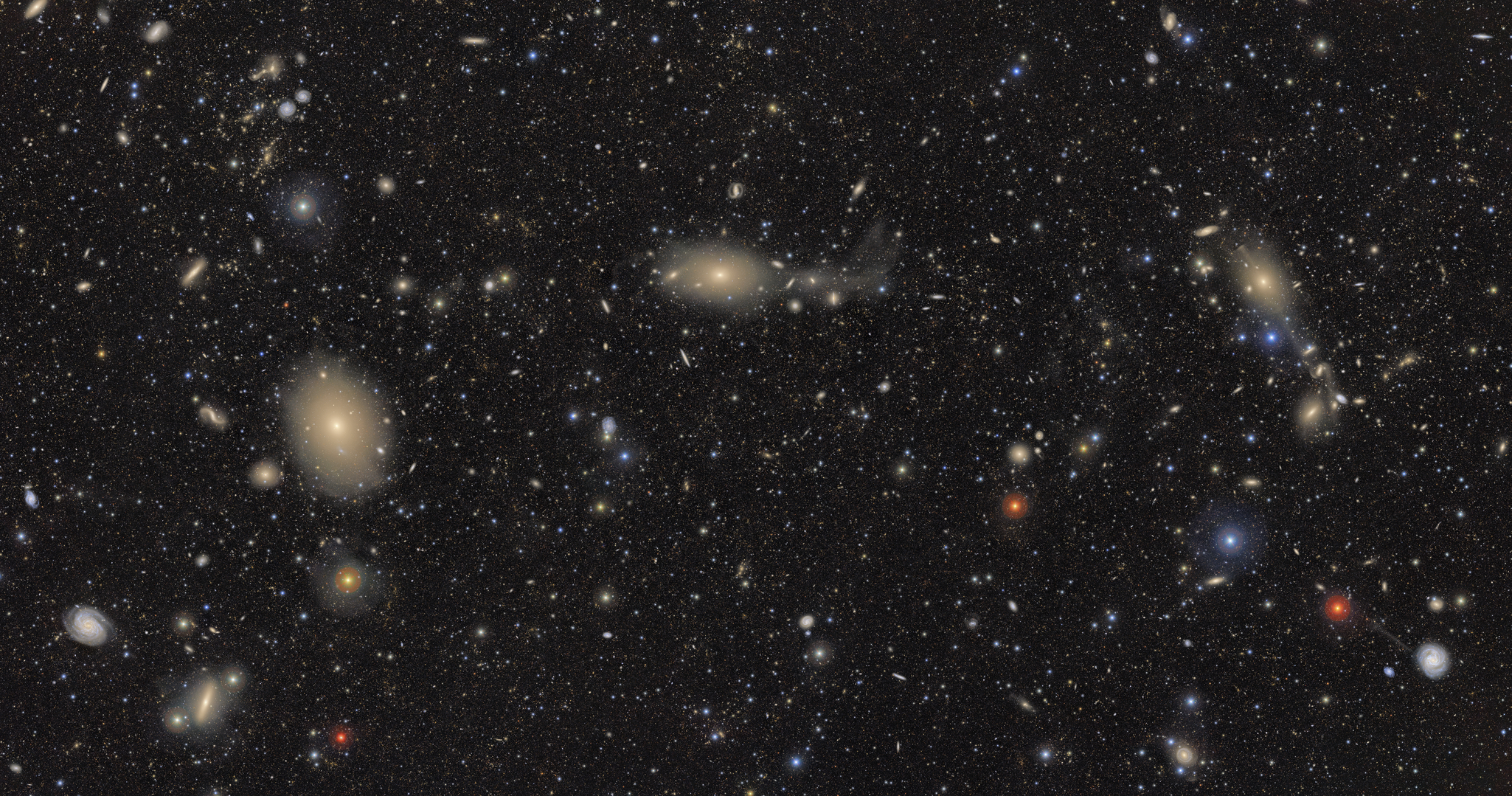
Snímek hvězdného pole v souhvězdí Panny byl vytvořen z více než 1100 snímků pořízených observatoří. Snímek obsahuje přibližně 10 milionů galaxií a v plném rozlišení má velikost 14,1 GB.

První návrhy na vznik observatoře jsou z roku 2001 a v roce 2007 se díky soukromému financování začalo pracovat na hlavním zrcadle. Při výběru lokality patřili mezi kandidáty ještě španělský ostrov La Palma, Las Campanas v Chile, San Pedro Mártir v Mexicu (v užším výběru) a nakonec vybraný Cerro Pachón v Chile. Projekt oficiálně začal (bylo mu přiděleno financování z veřejných zdrojů) v roce 2014 a jeho stavba v roce 2015.
Kvůli náročnému vývoji a pandemii covidu se zprovoznění dalekohledu zpozdilo. Podle plánů z roku 2014 (uváděných i v roce 2018) měl být poprvé vyzkoušen (tzv. první světlo) v roce 2020 a do provozu uveden v roce 2023. Údaje z roku 2022 pak uváděly první světlo v prosinci 2023 a datum uvedení do provozu v roce 2024. 
Roční provoz observatoře by měl stát více než 40 milionů dolarů a náklady na zprovoznění observatoře do poloviny roku 2025 dosahují 571 milionů dolarů. Očekávaná životnost přehlídky je 10 let.

## CCD kamera
Součástí dalekohledu je největší CCD kamera na světě.  Váží 3000 kg a má rozlišení 3,2 gigapixelů (3200 megapixelů). Kamera obsahuje 189 CCD polí rozdělených do 21 bloků, každé z polí má rozlišení 16 megapixelů. Kamera je chlazená (i s vyčítací elektronikou) na teplotu −100 °C a její součástí je šest filtrů od ultrafialového, přes viditelné až po infračervené spektrum v rozsahu 320−1050 nanometrů. Každý filtr má průměr 75 cm a automatické přehození filtru zabere zhruba dvě minuty. Celá sestava kamery (včetně optiky, elektroniky, chlazení a dalších komponent) má délku 3 m a šířku 1,65 m.

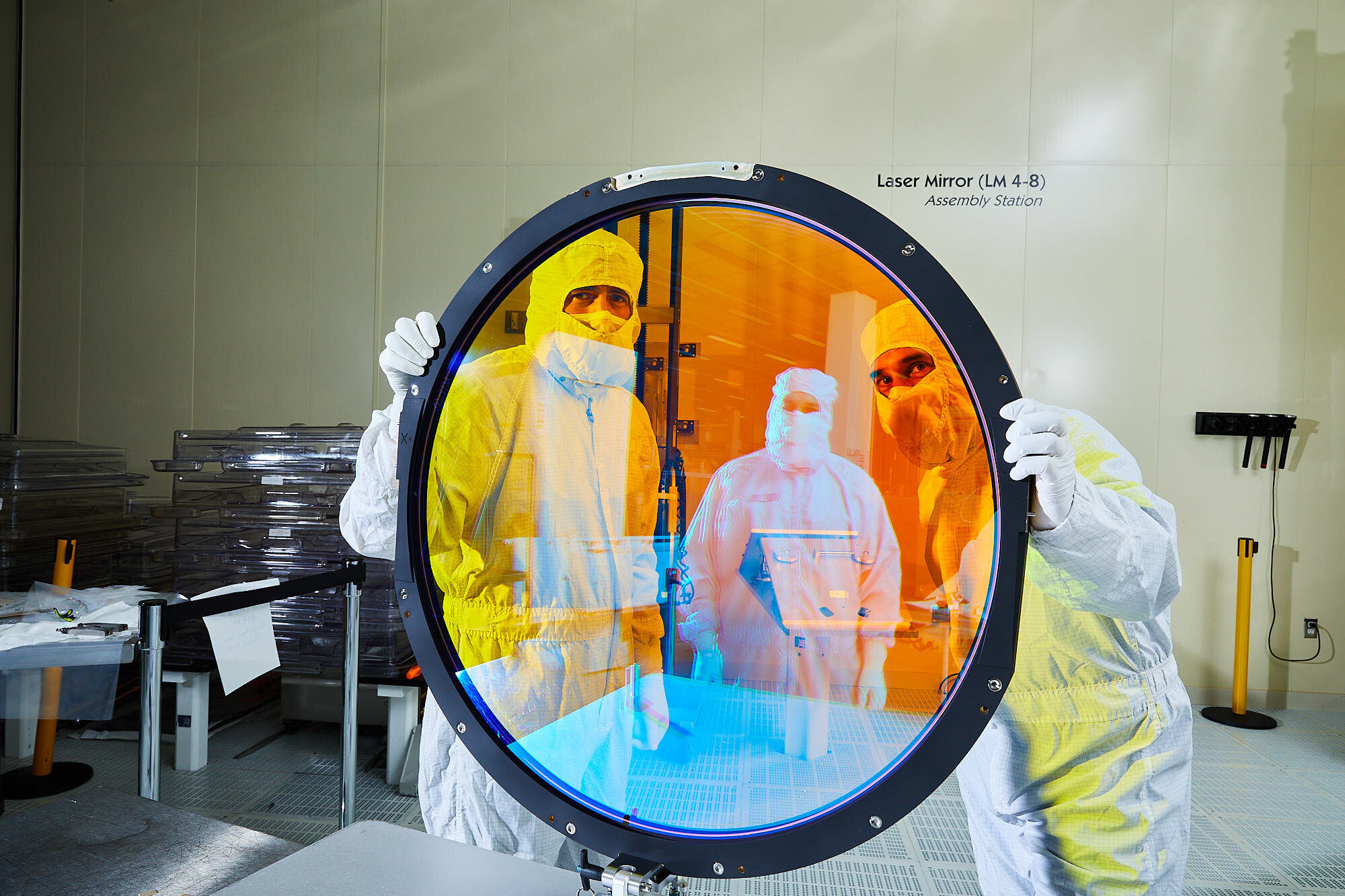
Inženýři s r filtrem kamery o průměru 75 cm
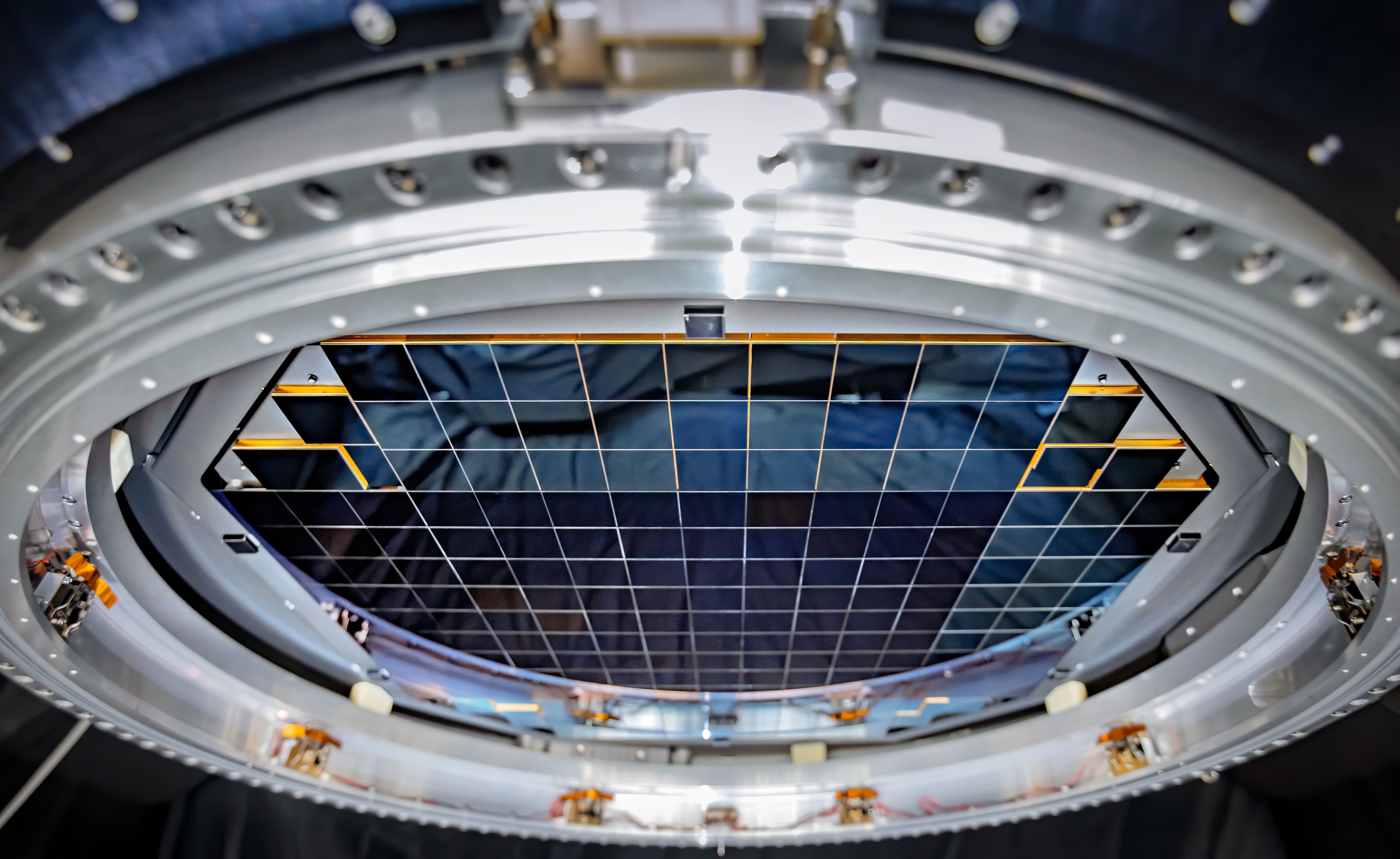
Ohnisková rovina kamery s jednotlivými CCD poli
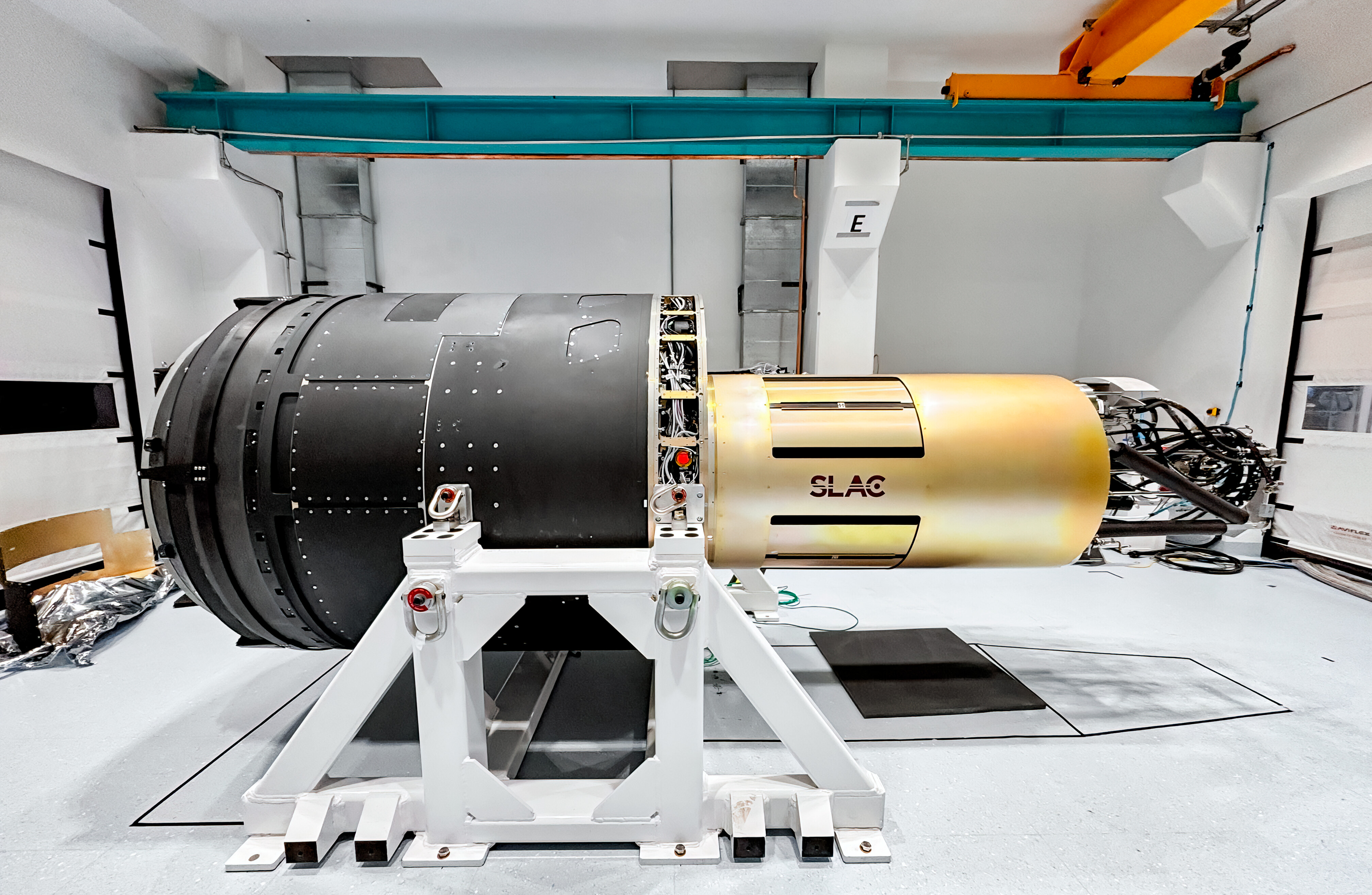
CCD kamera před instalací do dalekohledu v březnu 2025

## Vědecké cíle
Mezi vědecké cíle Observatoře Very Rubinové (přehlídky LSST) patří:
- Studium temné energie a temné hmoty pomocí měření slabého gravitačního čočkování, baryonových akustických oscilací a fotometrie supernov typu Ia.
- Mapování malých objektů ve Sluneční soustavě, zejména blízkozemních planetek a objektů Kuiperova pásu. Očekává se, že LSST zvýší počet katalogizovaných objektů 10-100krát. Pomůže také při hledání hypotetické Deváté planety.
- Detekce přechodných astronomických jevů, včetně nov, supernov, gama záblesků, proměnnosti kvasarů a gravitačního čočkování, a poskytování rychlých oznámení o událostech pro usnadnění následných opatření.
- Mapování Mléčné dráhy.

Díky jeho širokému zornému poli a citlivosti se očekává, že dalekohled bude velmi vhodný na detekci optických protějšků událostí gravitačních vln zjištěných LIGO a dalšími observatořemi.